# Ros din Kone
Ros din Kone er en dansk stumfilm fra 1923 instrueret af Axel Petersen og Arnold Poulsen.

## Handling
Dansk revy 1900-1910.

## Medvirkende
- Frederik Jensen